# Skabbholm (Vårdö, Åland)
Skabbholm är en ö i Åland (Finland). Den ligger i Skärgårdshavet och i kommunen Vårdö i landskapet Åland, i den sydvästra delen av landet. Ön ligger omkring 27 kilometer nordöst om Mariehamn och omkring 250 kilometer väster om Helsingfors.
Öns area är 10,2 hektar och dess största längd är 400 meter i nord-sydlig riktning.